# Bauernhausmuseum Herk

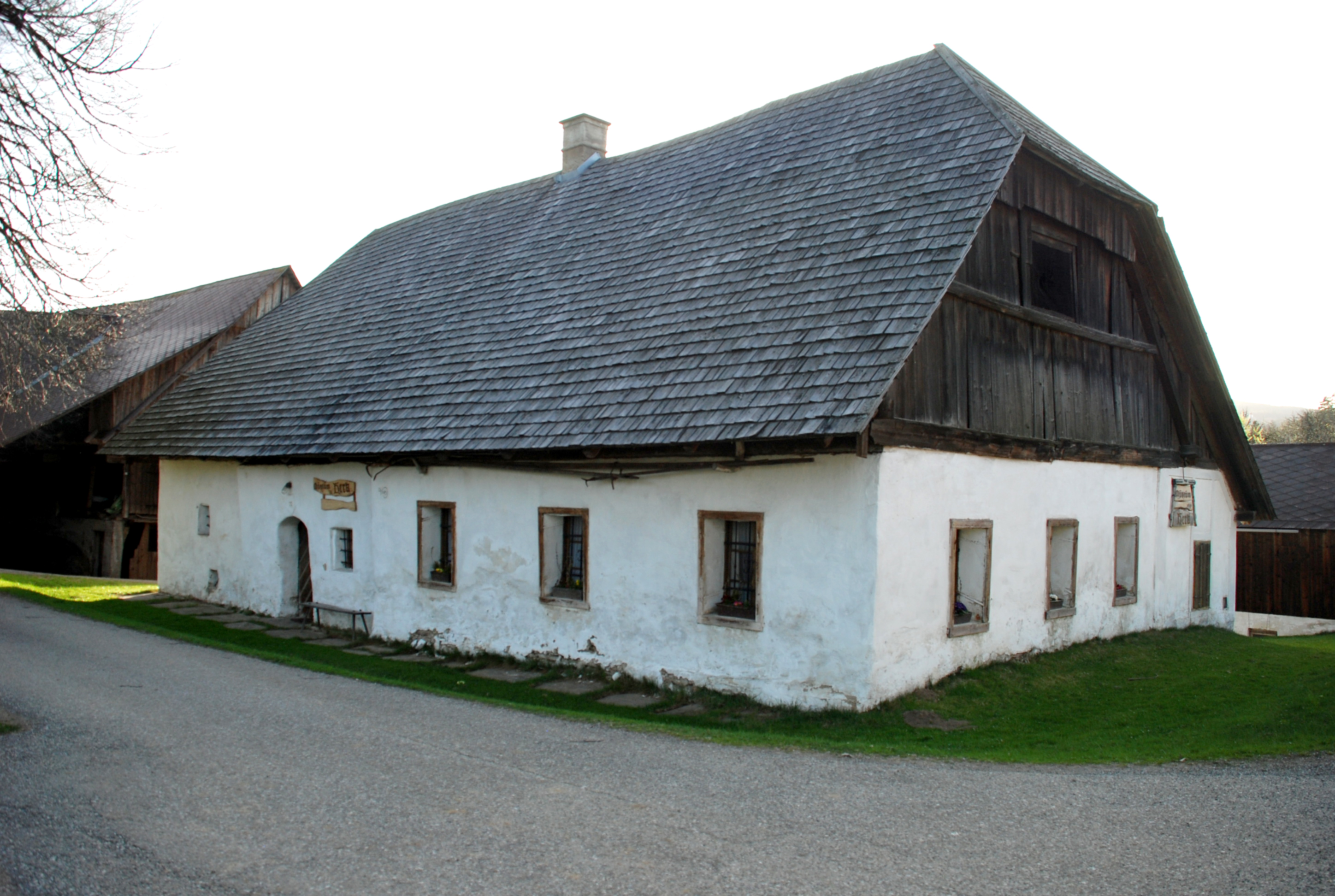
Bauernhaus vlg. Herk

Das Bauernhausmuseum Herk in Freiland, Stadt Deutschlandsberg, Weststeiermark war ursprünglich ein Bauernhaus. Im Jahr 2005 wurde in den Räumen ein privates Freilichtmuseum über das bäuerliche Leben des 19. Jahrhunderts eingerichtet.

## Geschichte
Nach dem Dorfbrand im Jahr 1732 erfolgte der Wiederaufbau des Hofes im Zentrum des Ortes auf den alten Steinmauern. Das Gebäude ist heute in dieser alten Form mit Einrichtung zu besichtigen. Bäuerliche Familien lebten bis etwa in das Jahr 1990 durchgehend in dem Gebäude.
Bei dem Gebäude handelt sich um ein typisches Wohnhaus der Region, das als Gebäude Teil einer Gruppe ist, die im Alpenraum den typischen Stil eines alpinen Haufenhofes bilden. Die Grundmauern bestehen aus bis zu einem Meter dickem Stein. 
Das Gebäude steht unter Denkmalschutz. Seine Dachkonstruktion ist original und wie früher üblich mit Holzschindeln gedeckt.

## Ausstellung
Das Museum versucht ein Bild der Lebensweise von Bauern im 19. Jahrhundert an den Ostausläufern der Alpen zu vermitteln. Im Bestand des Museums befinden sich alte Arbeitsgeräte, am Hof selbst erzeugte Kleidung und Schuhe, sowie Werkzeuge zur Herstellung derselben.
Besichtigt werden können der Lagerraum, die Küche und Wohnstube sowie die Schlafkammer. Heiligenbilder und Bildchen, Heiligenbücherl aus den vorigen Jahrhunderten und verschiedene alte Schriften sind in einer Vitrine ausgestellt. 
Heilpflanzen zur Vorbeugung, Linderung und Gesundung für Mensch und Tier, sowie Gewürzkräuter für die Küche gibt es im angeschlossenen Bauerngarten zu sehen.
Eine historische Sammlung seit dem Beginn der Urbarmachung und Besiedelung des Ortes im 12. Jahrhundert ist in der Hauschronik zusammengefasst und liegt auf.
Das Museum hat individuelle Öffnungszeiten, die mit der Museumsleitung vereinbart werden können.

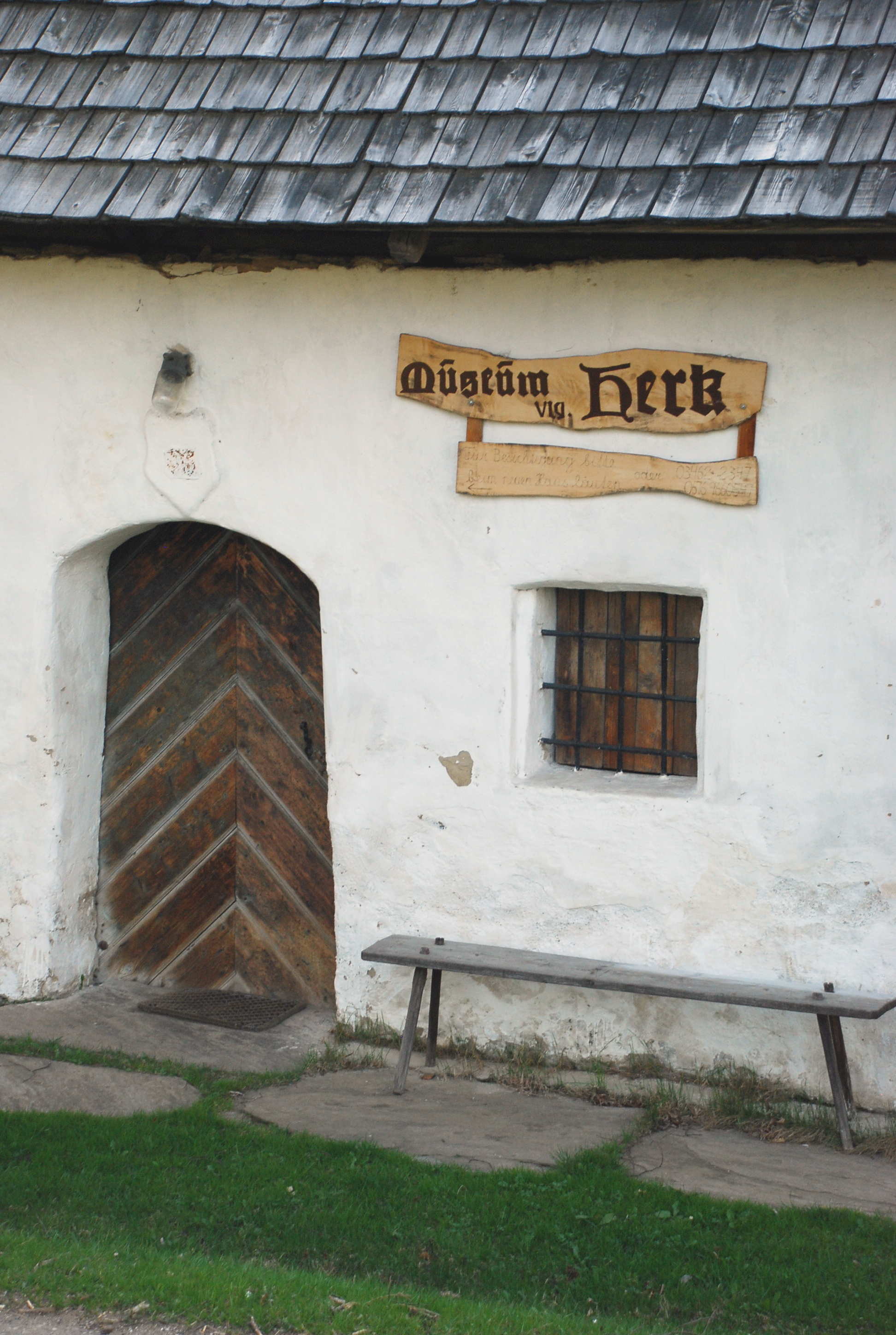
Hauseingang
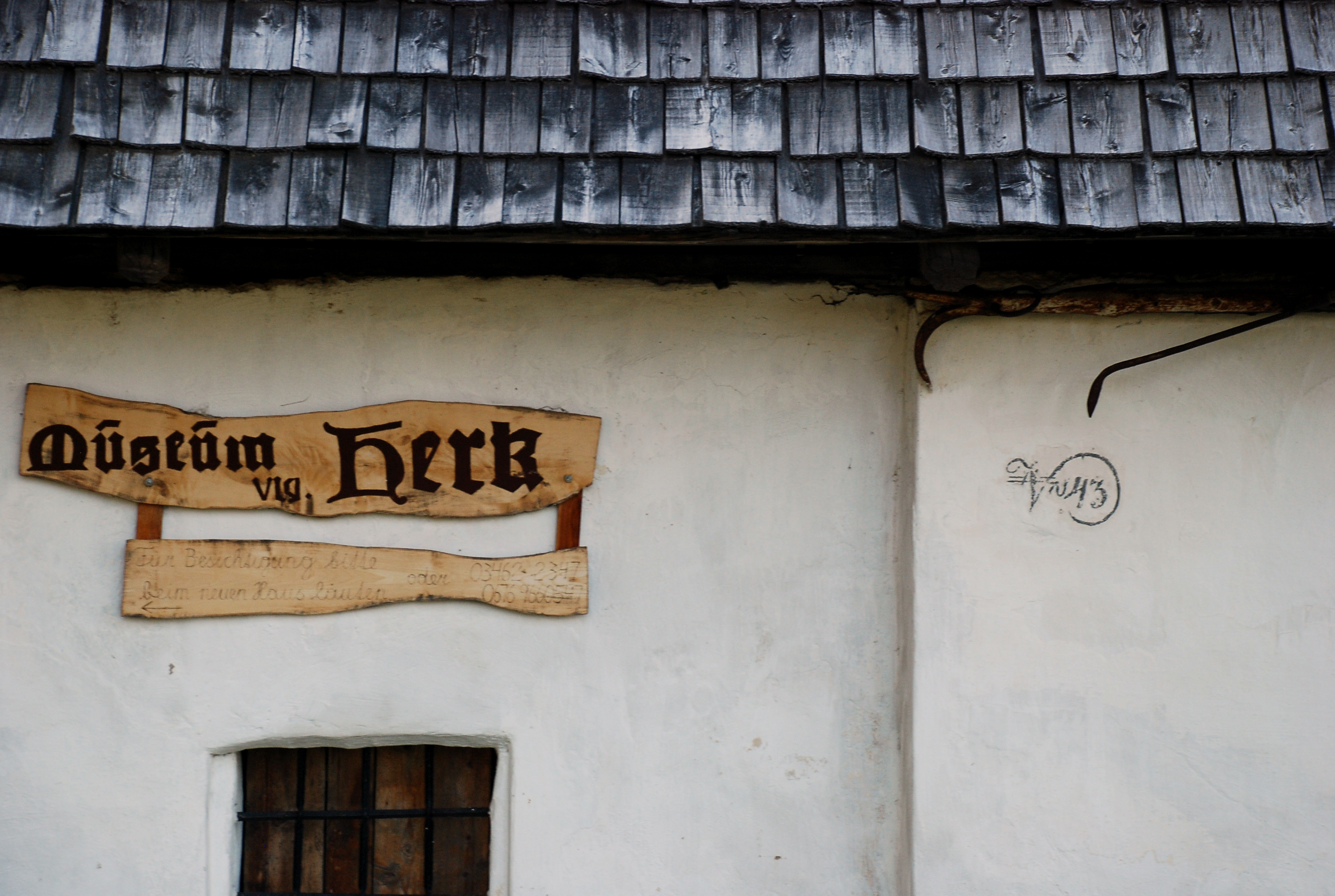
Konskriptionsnummer

Jeweils Mitte Oktober gibt es im Museum die Veranstaltung „es herbstlt“ und am Anfang der Adventszeit „Advent in der Rauchkuchl“. Mit Gedichten, Erzählungen, Sketchen, Geschichten, Liedern und musikalischer Umrahmung, besinnlich und humorvoll aus dem Leben des Bauern einst und jetzt, werden an diesen Abenden im Ambiente des alten Bauernhauses bei Speisen und Getränken dem Besucher besondere Stunden geboten.